# Оконо (озеро)
О́коно (бел. О́кана) — озеро в Лепельском районе Витебской области в бассейне реки Эсса.
Площадь поверхности озера 4,13 км², длина 2,9 км, наибольшая ширина 1,84 км. Наибольшая глубина озера Оконо составляет 2,2 м. Длина береговой линии 8,3 км, площадь водосбора — 46,8 км², объём воды 6,34 млн м³.
Озеро расположено в 12 км к юго-западу от города Лепель. На северном берегу озера находится деревня Селище, на южном — деревня Оконо. В северную часть озера впадает ручей, из южной части вытекает река Оконица, которая впадает в реку Береща (приток Эссы) в 100 м от истока той из озера Береща.
Озеро Оконо имеет округлую, слегка вытянутую форму, островов нет.
Склоны котловины высотой 6-10 м (на юго-востоке и юге 2-5 м), на севере невыраженные, под лесом и кустарником; на севере и северо-востоке распаханные. Берега песчаные, торфянистые, поросли водно-болотной растительностью и кустарником. Дно плоское, сапропелистое, вдоль западных и восточных берегов песчаное. Зарастает до глубины 2 м, вдоль берега полоса надводной растительности шириной до 200 м.